# St. Barbara (Goslar)

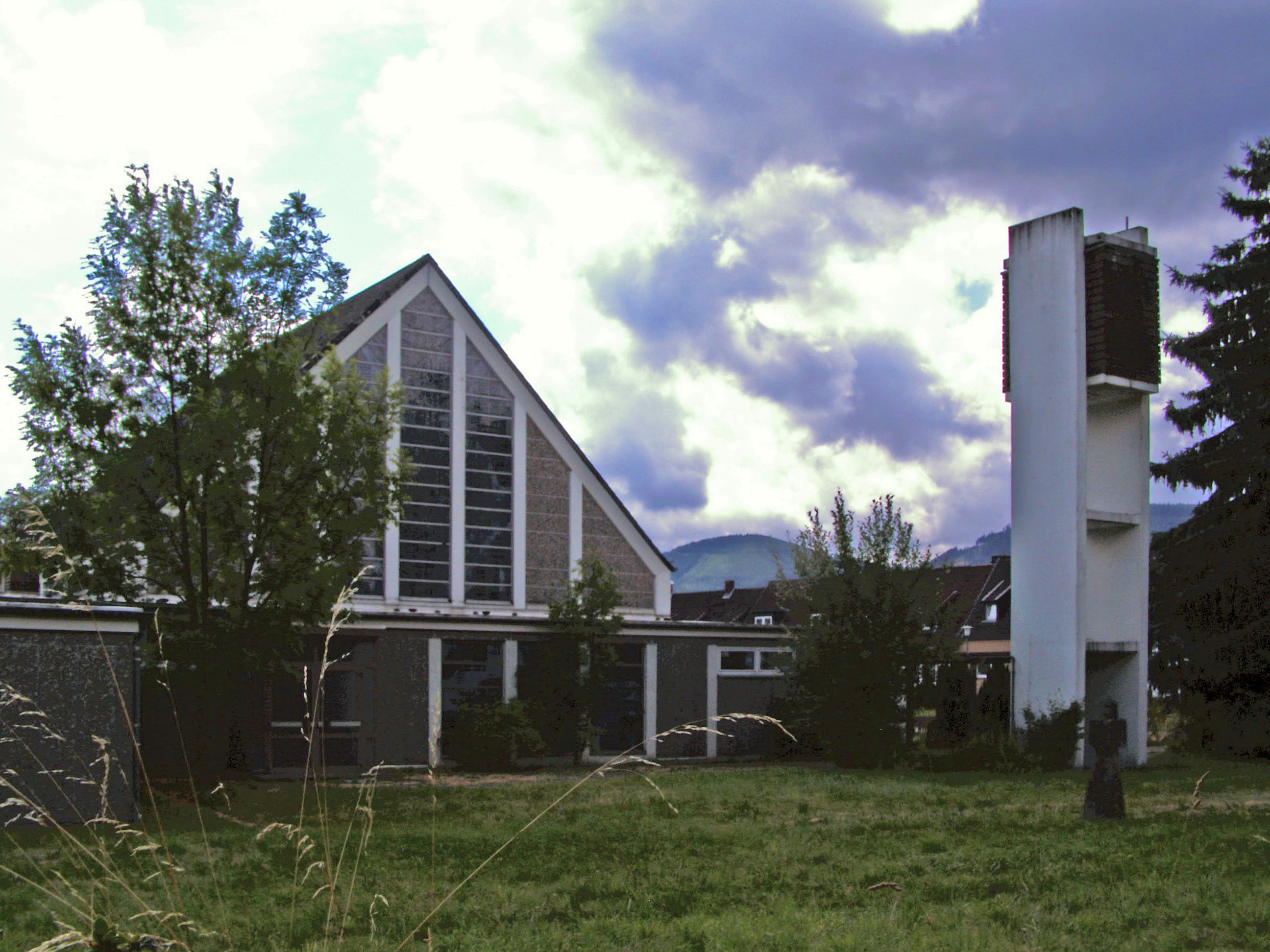
Ehemalige Kirche von Nordwesten (2013)

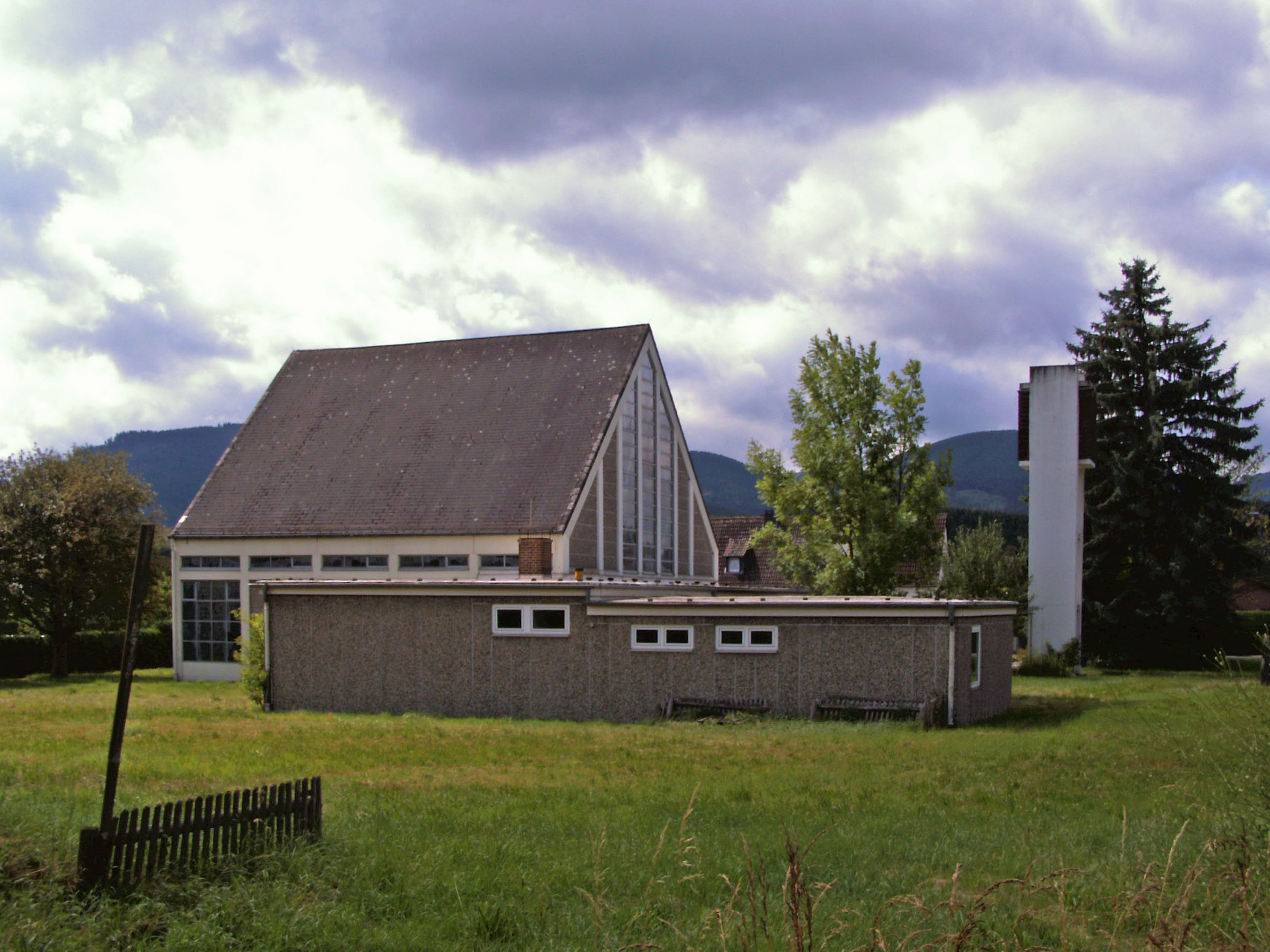
Ehemalige Kirche von Nordosten (2013)

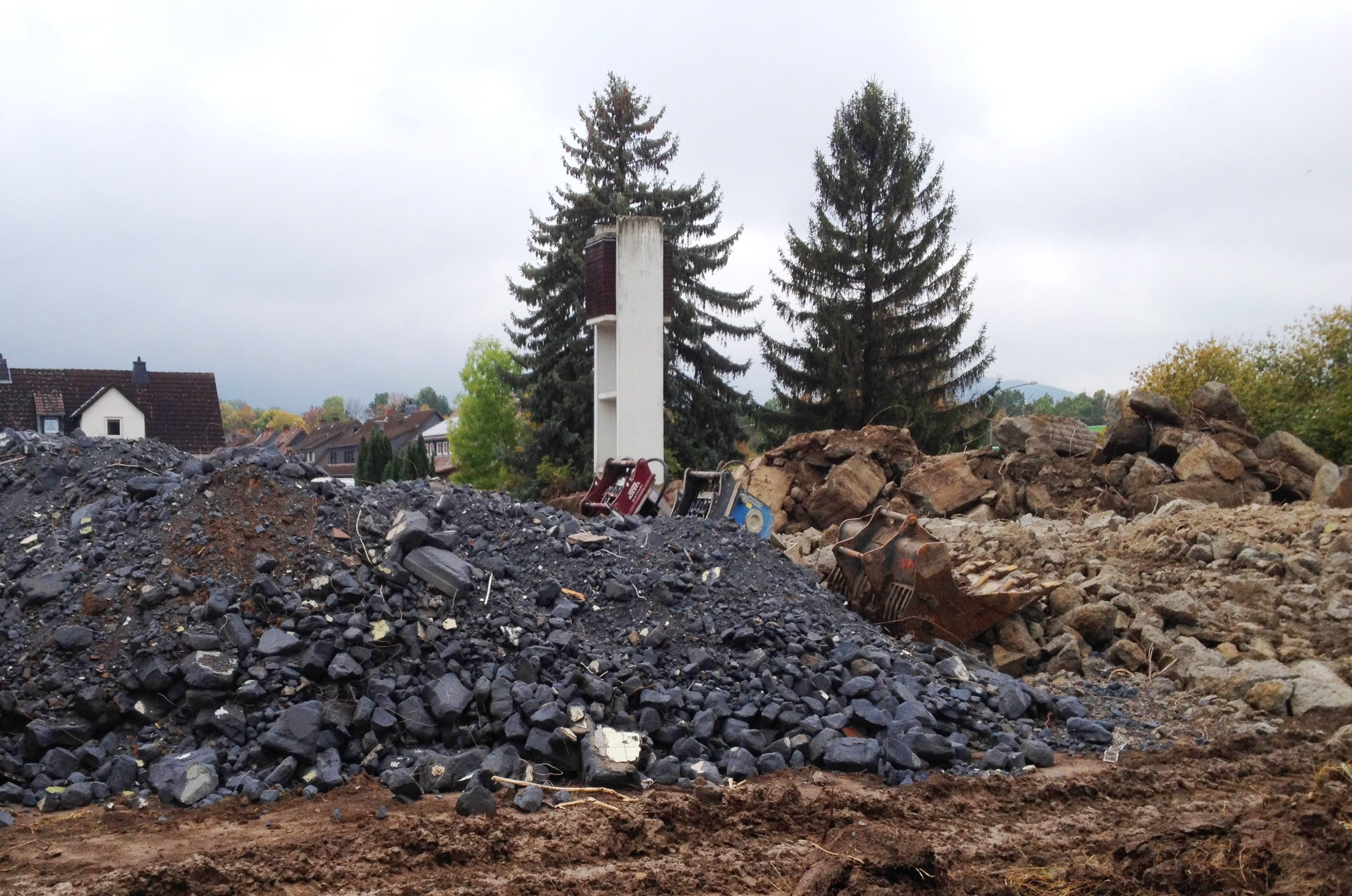
Kirchengrundstück im Oktober 2019

Die Kirche Sankt Barbara war die 1969 erbaute katholische Kirche in Sudmerberg, einem Stadtteil von Goslar in Niedersachsen. 2019 wurde die Kirche abgerissen. Zuletzt gehörte die Kirche zur Pfarrgemeinde St. Jakobus der Ältere mit Sitz in Goslar, im Dekanat Goslar des Bistums Hildesheim. Die nach der heiligen Barbara von Nikomedien benannte Kirche befand sich in der Sudmerbergstraße 1/3 (Ecke Vienenburger Straße). Heute befinden sich die nächstgelegenen katholischen Kirchen in den jeweils etwa zwei Kilometer entfernten Ortschaften Goslar, Jürgenohl und Oker.

## Geschichte
Ab 1961 fand in der Sudmerbergschule katholischer Gottesdienst statt. 1969 wurde die St.-Barbara-Kirche erbaut. Am 22. Juni 1969 erfolgte die Grundsteinlegung der Kirche, und bereits am 20. Dezember des gleichen Jahres ihre Konsekration durch Bischof Heinrich Maria Janssen.
Am 17. Dezember 2006 wurde die Kirche von Bischof Norbert Trelle profaniert. Ein Kreuz und die Statue der heiligen Barbara fanden einen neuen Platz in der St.-Benno-Kirche in Jürgenohl. Pläne eines Unternehmers, das Kirchengebäude zu Wohnungen umzubauen, scheiterten an der geringen Wohnungsnachfrage im Raum Goslar. Im September 2017 wurde, nach einer Zwischennutzung durch die Goslarschen Höfe, der Verkauf an einen Bauunternehmer bekanntgegeben. Ende September 2019 wurde die Kirche zugunsten von Garagenneubauten und einer neuen Wohnanlage abgerissen.

## Architektur und Ausstattung
Die Kirche wurde von Josef Fehlig als Betonfertigteilkirche mit freistehendem Glockenturm erbaut, sie befand sich in rund 228 Meter Höhe über dem Meeresspiegel. Von diesem Kirchentyp wurden im Bistum Hildesheim eine Reihe weiterer Kirchen erbaut, so 1969 in Altenwalde, 1970 in Dungelbeck, Meckelfeld und Poggenhagen, 1971 in Afferde, Hohegeiß, Luthe, Meine, Schwanewede und Winsen (Aller), 1972 in Gifhorn, Ronnenberg, Stederdorf und Wittingen, 1974 in Vorwerk, 1975 in Dransfeld, Münchehof und Rodenberg, und 1976 in Rhüden.